# The Works Tour
De The Works Tour is de tiende tournee van de Engelse rockgroep Queen ter promotie van het album The Works.
Tijdens deze tournee trad Queen ook op bij Rock in Rio 1985. Bij deze concerten waren 325.000 toeschouwers aanwezig. Ondanks geruchten werd Freddie Mercury niet bekogeld met stenen terwijl hij I Want to Break Free zong verkleed als een vrouw. Als een professional stopte hij wel een gevecht tijdens Jailhouse Rock doordat hij zei "No fighting. Rock and roll to the music." Dit concert is wel uitgebracht op VHS maar anno 2024 nog niet op dvd.
Ook werd er een dvd uitgebracht van het concert in Tokio onder de naam We Are The Champions: Final Live in Japan. Deze naam klopt echter niet, omdat Queen na dit concert nog twee andere optredens gaf in Japan in Nagoya en Osaka.
Het podium was gebaseerd op de film Metropolis van Fritz Lang met grote draaiende tandwielen achter op het podium met het decor van een stad. Door een eerdere blessure aan zijn knie was het moeilijk voor Mercury om het complexe podium met verdiepingen en trappen te navigeren. In Hannover ging het mis en viel Mercury van de trap tijdens Hammer To Fall. Hij was alleen nog in staat om daarna Bohemian Rhapsody, We Will Rock You en We Are the Champions te spelen en het concert werd wat ingekort. Door deze blessure speelde Brian May de eerste noten van We Will Rock You uit angst om Mercury naar het ziekenhuis te brengen.
Bij het optreden op 7 oktober in Sun City kwam het concert eerder tot een eind omdat Mercury zijn stem verloor tijdens Under Pressure en achterbleef in tranen.

## Personeel
- John Deacon: Basgitaar, ritmegitaar, achtergrondvocalen
- Brian May: Leadgitaar, achtergrondvocalen
- Freddie Mercury: Leadvocalen, piano, ritmegitaar
- Roger Taylor: Drums, achtergrondvocalen

### Extra personeel
- Spike Edney: Keyboards, vocalen, ritmegitaar

## Tracklijst

### Europa
1. Machines (or 'Back to Humans') (intro)
2. Tear It Up
3. Tie Your Mother Down
4. Under Pressure
5. Somebody to Love
6. Piano improvisatie: The March of the Black Queen / My Fairy King (alleen in Sun City)
7. Killer Queen
8. Seven Seas of Rhye
9. Keep Yourself Alive
10. Liar
11. Improvisatie
12. It's a Hard Life
13. Dragon Attack
14. Now I'm Here
15. Is This The World We Created...?
16. Love of My Life
17. Stone Cold Crazy (niet in Hannover)
18. Great King Rat (niet in Hannover)
19. Keyboardsolo door Spike Edney (niet in Hannover)
20. Gitaarsolo door Brian May
21. Brighton Rock (finale)
22. Another One Bites the Dust
23. Hammer to Fall
24. Crazy Little Thing Called Love (niet in Hannover)
25. Bohemian Rhapsody
26. Radio Ga Ga (niet in Hannover)

Toegift:
1. I Want to Break Free (niet in Hannover)
2. Jailhouse Rock (niet in Hannover)
3. We Will Rock You
4. We Are the Champions
5. God Save the Queen (tape)

#### Minder voorkomende nummers
1. Staying Power (helft van de concerten)
2. Saturday Night's Alright for Fighting
3. Mustapha (intro)
4. Sheer Heart Attack (in plaats van Jailhouse Rock)
5. Not Fade Away (Londen, 4 september)
6. '39 (Leiden)
7. A Day at the Races outro

### Zuid-Amerika, Oceanië, Japan
1. Machines (or 'Back to Humans') (intro)
2. Tear It Up
3. Tie Your Mother Down
4. Under Pressure
5. Somebody to Love
6. Killer Queen
7. Seven Seas of Rhye
8. Keep Yourself Alive
9. Liar
10. Improvisatie
11. It's a Hard Life
12. Dragon Attack
13. Now I'm Here
14. Is This the World We Created?
15. Love of My Life
16. Gitaarsolo door Brian May
17. Brighton Rock (finale)
18. Another One Bites the Dust
19. Hammer to Fall
20. Crazy Little Thing Called Love
21. Bohemian Rhapsody
22. Radio Ga Ga

Toegift:
1. I Want to Break Free
2. Jailhouse Rock
3. We Will Rock You
4. We Are the Champions
5. God Save the Queen (tape)

#### Minder voorkomende nummers
1. Rock in Rio Blues (improvisatie)
2. Rock You Like a Hurricane
3. Saturday Night's Alright for Fighting
4. Mustapha (intro)
5. Whole Lotta Shakin' Goin' On
6. Let Me Out (in gitaarsolo)
7. My Fairy King (deel in piano-improvisatie)
8. The March of the Black Queen (deel in piano-improvisatie)

## Tourdata

### Europa
- 24 augustus 1984 - Brussel, België - Vorst Nationaal
- 28 en 29 augustus 1984 - Dublin, Ierland - RDS Simmons Hall
- 31 augustus, 1 en 2 september 1984 - Birmingham, Engeland - National Exhibition Centre
- 4, 5, 7 en 8 september 1984 - Londen, Engeland - Wembley Arena
- 10 september 1984 - Dortmund, Duitsland - Westfalenhallen
- 12 september 1984 - Katowice, Polen - Spodek
- 14 en 15 september 1984 - Milaan, Italië - Palasport di San Siro
- 16 september 1984 - München, Duitsland - Olympiahalle
- 18 september 1984 - Parijs, Frankrijk - Palais Omnisports de Paris-Bercy
- 20 september 1984 - Leiden, Nederland - Groenoordhallen
- 21 september 1984 - Brussel, België - Vorst Nationaal
- 22 september 1984 - Hannover, Duitsland - Europahalle
- 23 september 1984 - Potsdam, Duitsland - Karl-Liebknecht-Stadion
- 24 september 1984 - Berlijn, Duitsland - Deutschlandhalle
- 26 september 1984 - Frankfurt am Main, Duitsland - Festhalle Frankfurt
- 27 september 1984 - Stuttgart, Duitsland - Schleyerhalle
- 28 september 1984 - Praag, Tsjecho-Slowakije - Tipsport Arena
- 29 en 30 september 1984 - Wenen, Oostenrijk - Wiener Stadthalle

### Zuid-Afrika
- 5, 6, 7, 12, 13, 14, 18, 19 en 20 oktober 1984 - Sun City, Zuid-Afrika - Sun City Super Bowl

### Zuid-Amerika
- 11 en 18 januari 1985 - Rio de Janeiro, Brazilië - Rock in Rio

### Oceanië
- 13 april 1985 - Auckland, Nieuw-Zeeland - Mount Smart Stadium
- 16, 17, 19 en 20 april 1985 - Melbourne, Australië - Sports & Entertainmens Centre
- 25, 26 april, 28 en 29 april 1985 - Sydney, Australië - Sydney Entertainment Centre

### Japan
- 8 en 9 mei 1985 - Tokio, Japan - Nippon Budokan
- 11 mei 1985 - Tokio, Japan - Yoyogi Nationaal Stadion
- 13 mei 1985 - Nagoya, Japan - Aichi Prefectural Gymnasium
- 15 mei 1985 - Osaka, Japan - Osaka Castle Hall